# 반긴축동맹–이익보다 인민
반긴축동맹-이익보다 인민(아일랜드어: Pobal Roimh Bhrabús/Dlúthphairtíocht)은 아일랜드의 정당으로 트로츠키주의를 추종한다,

## 역사

### 창당 배경
아일랜드 공화국 법에 따라서, 정당이 전체 발언권을 가지려면 최소 5석 이상의 의석을 가져야한다. 또한, 전국 득표율 2%가 넘는 정당은 국가 보조금을 받기 때문에, 2 극좌 정당 AAA와 PBP가 연합한다면 이 목표에 도달하는 것은 가능해보였다. 따라서 AAA는 2016년 선거 직전 정당 등록을 포기한 반면, PBP는 정당 명을 AAA-PBP로 바꾸고 선거에 참여하였다.

### 2016년 아일랜드 총선
2016년 아일랜드 총선에서 AAA-PBP는 더블린에서 선전하며 전국 득표율 3.95%, 의석 6석을 확보하며 발언권은 물론 국가 보조금도 보장받게 되었다. 이는 이전 선거 결과 (AAA+PBP)를 합친 4석보다 2석 늘어난 것이었다.이후 AAA-PBP는 당명을 S-PBP로 바꾸었고, 그것이 현재의 반긴축동맹-이익보다 인민이다.

## 주요 정책
반긴축동맹-이익보다 인민은 아일랜드 공화국의 수도정책을 반대하며, 수도 요금을 내지 못한 57%의 저소득층을 자신들이 대변한다고 주장한다.

2016년 달 에런의 의석. 노란색이 S-PBP이다.